# (500341) 2012 SW55
(500341) 2012 SW55 es un asteroide perteneciente al cinturón de asteroides, descubierto el 9 de noviembre de 2007 por el equipo del Catalina Sky Survey desde el Catalina Sky Survey, Arizona, Estados Unidos.

## Designación y nombre
Designado provisionalmente como 2012 SW55.

## Características orbitales
2012 SW55 está situado a una distancia media del Sol de 3,036 ua, pudiendo alejarse hasta 3,989 ua y acercarse hasta 2,083 ua. Su excentricidad es 0,313 y la inclinación orbital 10,87 grados. Emplea 1932,74 días en completar una órbita alrededor del Sol.
Los próximos acercamientos a la órbita de Júpiter se producirán el 24 de julio de 2052, el 10 de septiembre de 2100, y el 13 de enero de 2110 entre otros.

## Características físicas
La magnitud absoluta de 2012 SW55 es 16,6.